# Безпалий Микола Іванович
БЕЗПАЛИЙ МИКОЛА ІВАНОВИЧ
Народився 31.10.1986 в c. Дрімайлівці Куликівської громади на
Чернігівщині.
У дитячі роки мріяв стати, як дідусь, офіцером.
Тому після відмінного закінчення Дрімайлівської школи вступив до
Чернігівського ліцею з посиленою військовою та фізичною підготовкою.
У 2004 – 2008 р.р. успішно навчався на фінансовому факультеті
Національного університету державної податкової служби. 
Закінчивши
військову кафедру, отримав звання молодшого лейтенанта запасу.
Працював на посаді завідувача сектору адміністрування на додану вартість
відділу оподаткування юридичних осіб Чернігівської міжрайонної державної
податкової інспекції. Паралельно навчався в магістратурі.
Війна застає Миколу Івановича на посаді державного інспектора митного
поста «Чернігів» Чернігівської області.
У перший день повномасштабного
вторгнення росії в Україну приймає рішення добровільно вступити до лав
ЗСУ. Під час боїв за оборону м. Чернігова при мінометному обстрілі отримав
контузію, але, дізнавшись про смерть друга, негайно повернувся до свого
підрозділу і став на оборону україно-білоруського кордону.
За сумлінне виконання військового обов’язку отримав підвищення
військового звання до старшого лейтенанта механізованого батальйону.
Був
нагороджений почесним нагрудним знаком «За сумлінну службу» від
оперативного командування «Північ» Сухопутних військ ЗСУ, нагрудним
знаком «Знак пошани», Подякою від митної служби України за особистий
внесок у розвиток і становлення незалежної України та особисту мужність і
самовідданість, виявлені у захисті державного суверенітету та територіальної
цілісності України.
Без перерв на відпочинок бере участь у найзапекліших боях на Авдіївському
напрямі. Перебуваючи на ротації, передавав набутий бойовий досвід
новобранцям. Далі знову в зоні активних бойових дій на Донеччині.
11.05.2024 офіцер пішов на своє останнє бойове завдання. Виконавши наказ
забезпечити солдатів на небезпечних позиціях боєприпасами, на зворотному
шляху потрапляє у ворожу засідку в районі села Старомайорське Донецької
області і гине внаслідок мінометного обстрілу.
Поховали Героя 22 травня 2024 року в м. Чернігові. 
 